# Teresa Fumarola
Maria Teresa Fumarola, veuve Ligorio (San Marzano di San Giuseppe, 2 décembre 1889 – Fragagnano, 14 mai 2003), est une supercentenaire italienne ayant vécu 113 ans et 163 jours. Doyenne d'Italie pendant plus d'un an, du 3 janvier 2002 jusqu'à sa mort, elle était à ce moment la personne la plus âgée à avoir jamais vécu en Italie, dépassée seulement en 2005 par la Ligure Virginia Dighero, veuve Zolezzi.